# Brachiaria notochthona
Brachiaria notochthona är en gräsart som först beskrevs av Karel Domin, och fick sitt nu gällande namn av Otto Stapf. Brachiaria notochthona ingår i släktet Brachiaria och familjen gräs. Inga underarter finns listade i Catalogue of Life.